# Theridion excavatum
Theridion excavatum là một loài nhện trong họ Theridiidae.
Loài này thuộc chi Theridion. Theridion excavatum được Frederick Octavius Pickard-Cambridge miêu tả năm 1902.